# Campeonato Mundial de Xadrez de 1966
O match pelo Campeonato Mundial de Xadrez de 1966  foi disputado entre o  então campeão Tigran Petrosian e o desafiante Boris Spassky. A disputa foi realizada entre 9 de abril e 9 de junho em Moscou em um match de 24 partidas no qual Petrosian manteve o título.
O ciclo pelo campeonato mundial envolveu a realização de torneios zonais (representando zonas de países filiados definidas pela FIDE), o Torneio Interzonal (jogados pelos classificados nos zonais), o Torneio de Candidatos e o match pelo título.

## Torneio Interzonal de 1964
O Torneio Interzonal foi jogado na cidade holandesa de Amsterdam.
| N° | Jogador              | 1 | 2 | 3 | 4 | 5 | 6 | 7 | 8 | 9 | 10 | 11 | 12 | 13 | 14 | 15 | 16 | 17 | 18 | 19 | 20 | 21 | 22 | 23 | 24 | Total |
| -- | -------------------- | - | - | - | - | - | - | - | - | - | -- | -- | -- | -- | -- | -- | -- | -- | -- | -- | -- | -- | -- | -- | -- | ----- |
| 1  | Vasily Smyslov       | - | ½ | ½ | ½ | ½ | ½ | ½ | ½ | 1 | 1  | 1  | 1  | ½  | 1  | ½  | ½  | ½  | ½  | 1  | 1  | 1  | 1  | 1  | 1  | 17    |
| 2  | Bent Larsen          | ½ | - | 1 | ½ | 0 | 1 | 0 | ½ | 1 | ½  | 1  | 1  | 1  | ½  | ½  | ½  | 1  | 1  | ½  | 1  | 1  | 1  | 1  | 1  | 17    |
| 3  | Boris Spassky        | ½ | 0 | - | ½ | ½ | ½ | ½ | 1 | 1 | 1  | 0  | ½  | 1  | ½  | 1  | 1  | ½  | 1  | 1  | 1  | 1  | 1  | 1  | 1  | 17    |
| 4  | Mikhail Tal          | ½ | ½ | ½ | - | ½ | ½ | ½ | ½ | ½ | ½  | ½  | ½  | 1  | 1  | 1  | 1  | ½  | 1  | 1  | 1  | 1  | 1  | 1  | 1  | 17    |
| 5  | Leonid Stein*        | ½ | 1 | ½ | ½ | - | 0 | 1 | ½ | 0 | 1  | ½  | 1  | ½  | 1  | 1  | 1  | 1  | ½  | ½  | ½  | 1  | 1  | 1  | 1  | 16½   |
| 6  | David Bronstein*     | ½ | 0 | ½ | ½ | 1 | - | ½ | ½ | ½ | ½  | 1  | ½  | ½  | 1  | ½  | ½  | 1  | 1  | 1  | ½  | 1  | 1  | 1  | 1  | 16    |
| 7  | Borislav Ivkov       | ½ | 1 | ½ | ½ | 0 | ½ | - | ½ | ½ | ½  | 0  | 1  | 1  | ½  | ½  | ½  | ½  | 1  | 1  | 1  | ½  | 1  | 1  | 1  | 15    |
| 8  | Samuel Reshevsky     | ½ | ½ | 0 | ½ | ½ | ½ | ½ | - | ½ | ½  | ½  | ½  | ½  | 1  | ½  | ½  | 1  | ½  | ½  | 1  | 1  | 1  | 1  | 1  | 14½   |
| 9  | Lajos Portisch       | 0 | 0 | 0 | ½ | 1 | ½ | ½ | ½ | - | ½  | 0  | ½  | ½  | 1  | 1  | 1  | ½  | 1  | ½  | 1  | 1  | 1  | 1  | 1  | 14½   |
| 10 | Svetozar Gligorić    | 0 | ½ | 0 | ½ | 0 | ½ | ½ | ½ | ½ | -  | ½  | 1  | 1  | ½  | 1  | ½  | 1  | ½  | 1  | 1  | 0  | 1  | 1  | 1  | 14    |
| 11 | Klaus Darga          | 0 | 0 | 1 | ½ | ½ | 0 | 1 | ½ | 1 | ½  | -  | 0  | ½  | 1  | ½  | 1  | ½  | ½  | 1  | 1  | ½  | ½  | 1  | ½  | 13½   |
| 12 | Béla Lengyel         | 0 | 0 | ½ | ½ | 0 | ½ | 0 | ½ | ½ | 0  | 1  | -  | ½  | ½  | 1  | ½  | 1  | ½  | ½  | 1  | 1  | 1  | 1  | 1  | 13    |
| 13 | Luděk Pachman        | ½ | 0 | 0 | 0 | ½ | ½ | 0 | ½ | ½ | 0  | ½  | ½  | -  | ½  | 1  | ½  | 1  | 1  | 1  | 1  | 1  | 1  | ½  | ½  | 12½   |
| 14 | Larry Evans          | 0 | ½ | ½ | 0 | 0 | 0 | ½ | 0 | 0 | ½  | 0  | ½  | ½  | -  | 1  | ½  | 0  | 1  | 1  | 1  | ½  | ½  | 1  | ½  | 10    |
| 15 | Georgi Tringov       | ½ | ½ | 0 | 0 | 0 | ½ | ½ | ½ | 0 | 0  | ½  | 0  | 0  | 0  | -  | ½  | 1  | ½  | ½  | 1  | ½  | ½  | 1  | 1  | 9½    |
| 16 | Pal Benko            | ½ | ½ | 0 | 0 | 0 | ½ | ½ | ½ | 0 | ½  | 0  | ½  | ½  | ½  | ½  | -  | ½  | 0  | 1  | 0  | 1  | ½  | ½  | ½  | 9     |
| 17 | Héctor Rossetto      | ½ | 0 | ½ | ½ | 0 | 0 | ½ | 0 | ½ | 0  | ½  | 0  | 0  | 1  | 0  | ½  | -  | ½  | ½  | ½  | 0  | 1  | 0  | 1  | 8     |
| 18 | Alberto Foguelman    | ½ | 0 | 0 | 0 | ½ | 0 | 0 | ½ | 0 | ½  | ½  | ½  | 0  | 0  | ½  | 1  | ½  | -  | 0  | 0  | 1  | 1  | 0  | 1  | 8     |
| 19 | István Bilek         | 0 | ½ | 0 | 0 | ½ | 0 | 0 | ½ | ½ | 0  | 0  | ½  | 0  | 0  | ½  | 0  | ½  | 1  | -  | ½  | 1  | 1  | ½  | ½  | 8     |
| 20 | Oscar Quiñones       | 0 | 0 | 0 | 0 | ½ | ½ | 0 | 0 | 0 | 0  | 0  | 0  | 0  | 0  | 0  | 1  | ½  | 1  | ½  | -  | ½  | 1  | ½  | 1  | 7     |
| 21 | Yosef Porath         | 0 | 0 | 0 | 0 | 0 | 0 | ½ | 0 | 0 | 1  | ½  | 0  | 0  | ½  | ½  | 0  | 1  | 0  | 0  | ½  | -  | 0  | ½  | ½  | 5½    |
| 22 | Francisco José Pérez | 0 | 0 | 0 | 0 | 0 | 0 | 0 | 0 | 0 | 0  | ½  | 0  | 0  | ½  | ½  | ½  | 0  | 0  | 0  | 0  | 1  | -  | 1  | 1  | 5     |
| 23 | Béla Berger          | 0 | 0 | 0 | 0 | 0 | 0 | 0 | 0 | 0 | 0  | 0  | 0  | ½  | 0  | 0  | ½  | 1  | 1  | ½  | ½  | ½  | 0  | -  | 0  | 4½    |
| 24 | Zvonko Vranesic      | 0 | 0 | 0 | 0 | 0 | 0 | 0 | 0 | 0 | 0  | ½  | 0  | ½  | ½  | 0  | ½  | 0  | 0  | ½  | 0  | ½  | 0  | 1  | -  | 4     |

* Tanto Stein como Bronstein não se classificaram porque já havia três representantes soviéticos melhor colocados (esse limite de no máximo três classificados por país foi uma regra estabelecida no Congresso da FIDE de 1959).

### Desempate
** Reshevsky e Portisch empataram em pontos, assim foi jogado um match-desempate em melhor de 4 partidas para definir a sexta vaga para o Torneio de Candidatos.
| Jogador          | 1 | 2 | 3 | Total |
| ---------------- | - | - | - | ----- |
| Samuel Reshevsky | 0 | ½ | 0 | ½     |
| Lajos Portisch   | 1 | ½ | 1 | 2½    |

## Torneio de Candidatos
Os seis classificados no Torneio Interzonal, junto com Paul Keres e Efim Geller (2º e 3º colocados no Torneio de Candidatos do ciclo anterior) jogaram um torneio em formato de matches de eliminação direta. Mikhail Botvinnik, perdedor do match pelo campeonato mundial anterior, tinha direito a uma vaga, mas decidiu não participar, sendo substituído por Geller. Os matches das quartas de final e semifinal foram disputados em uma melhor de 10 partidas, e a final em uma melhor de 12 partidas.

### Tabela
|  | Quartas de final                              | Quartas de final | Quartas de final |             |                 | Semifinais    | Semifinais | Semifinais |  |  | Final | Final | Final |  |
|  |                                               |                  |                  |             |                 |               |            |            |  |  |       |       |       |  |
|  | União Soviética                               | Boris Spassky    | 6                |             |                 |               |            |            |  |  |       |       |       |  |
|  | União Soviética                               | Boris Spassky    | 6                |             |                 |               |            |            |  |  |       |       |       |  |
|  | União Soviética                               | Paul Keres       | 4                |             |                 |               |            |            |  |  |       |       |       |  |
|  | União Soviética                               | Paul Keres       | 4                |             | União Soviética | Boris Spassky | 5½         |            |  |  |       |       |       |  |
|  |                                               |                  |                  |             | União Soviética | Boris Spassky | 5½         |            |  |  |       |       |       |  |
|  |                                               |                  | União Soviética  | Efim Geller | 2½              |               |            |            |  |  |       |       |       |  |
|  | União Soviética                               | Vassily Smyslov  | União Soviética  | Efim Geller | 2½              | 2½            |            |            |  |  |       |       |       |  |
|  | União Soviética                               | Vassily Smyslov  |                  |             |                 |               |            |            |  |  |       |       |       |  |
|  | União Soviética                               | Efim Geller      | 5½               |             |                 |               |            |            |  |  |       |       |       |  |
|  | União Soviética                               | Efim Geller      | 5½               |             | União Soviética | Boris Spassky | 7          |            |  |  |       |       |       |  |
|  |                                               |                  |                  |             |                 |               |            |            |  |  |       |       |       |  |
|  |                                               |                  | União Soviética  | Mikhail Tal | 4               |               |            |            |  |  |       |       |       |  |
|  | Dinamarca                                     | Bent Larsen      | União Soviética  | Mikhail Tal | 4               | 5½            |            |            |  |  |       |       |       |  |
|  | Dinamarca                                     | Bent Larsen      |                  |             |                 |               |            |            |  |  |       |       |       |  |
|  | República Socialista Federativa da Iugoslávia | Borislav Ivkov   | 2½               |             |                 |               |            |            |  |  |       |       |       |  |
|  | República Socialista Federativa da Iugoslávia | Borislav Ivkov   | 2½               |             | Dinamarca       | Bent Larsen   | 4½         |            |  |  |       |       |       |  |
|  |                                               |                  |                  |             | Dinamarca       | Bent Larsen   | 4½         |            |  |  |       |       |       |  |
|  |                                               |                  | União Soviética  | Mikhail Tal | 5½              |               |            |            |  |  |       |       |       |  |
|  | Hungria                                       | Lajos Portisch   | União Soviética  | Mikhail Tal | 5½              | 2½            |            |            |  |  |       |       |       |  |
|  | Hungria                                       | Lajos Portisch   |                  |             |                 |               |            |            |  |  |       |       |       |  |
|  | União Soviética                               | Mikhail Tal      | 5½               |             |                 |               |            |            |  |  |       |       |       |  |

### Matches

#### Quartas de final
As quartas de final foram jogadas em uma melhor de 10 partidas.
 Riga,  4 a 14 de abril de 1965
| Jogador       | 1 | 2 | 3 | 4 | 5 | 6 | 7 | 8 | 9 | 10 | Total |
| ------------- | - | - | - | - | - | - | - | - | - | -- | ----- |
| Boris Spassky | 0 | ½ | 1 | 1 | 1 | ½ | ½ | 0 | ½ | 1  | 6     |
| Paul Keres    | 1 | ½ | 0 | 0 | 0 | ½ | ½ | 1 | ½ | 0  | 4     |

 Moscou, 17 a 27 de abril de 1965
| Jogador        | 1 | 2 | 3 | 4 | 5 | 6 | 7 | 8 | Total |
| -------------- | - | - | - | - | - | - | - | - | ----- |
| Vasily Smyslov | 0 | ½ | 0 | ½ | 0 | ½ | ½ | ½ | 2½    |
| Efim Geller    | 1 | ½ | 1 | ½ | 1 | ½ | ½ | ½ | 5½    |

 Bled,  26 de junho a 10 de julho de 1965
| Jogador        | 1 | 2 | 3 | 4 | 5 | 6 | 7 | 8 | Total |
| -------------- | - | - | - | - | - | - | - | - | ----- |
| Bent Larsen    | 1 | ½ | ½ | 1 | 1 | ½ | 0 | 1 | 5½    |
| Borislav Ivkov | 0 | ½ | ½ | 0 | 0 | ½ | 1 | 0 | 2½    |

 Bled,  27 de junho a 10 de julho de 1965
| Jogador        | 1 | 2 | 3 | 4 | 5 | 6 | 7 | 8 | Total |
| -------------- | - | - | - | - | - | - | - | - | ----- |
| Lajos Portisch | ½ | 0 | 1 | 0 | ½ | ½ | 0 | 0 | 2½    |
| Mikhail Tal    | ½ | 1 | 0 | 1 | ½ | ½ | 1 | 1 | 5½    |

#### Semifinais
As semifinais foram jogadas em uma melhor de 10 partidas.
 Riga, 26 de maio a 9 de junho de 1965
| Jogador       | 1 | 2 | 3 | 4 | 5 | 6 | 7 | 8 | Total |
| ------------- | - | - | - | - | - | - | - | - | ----- |
| Boris Spassky | ½ | 1 | ½ | ½ | ½ | 1 | ½ | 1 | 5½    |
| Efim Geller   | ½ | 0 | ½ | ½ | ½ | 0 | ½ | 0 | 2½    |

 Bled,  26 de julho a 8 de agosto de 1965
| Jogador     | 1 | 2 | 3 | 4 | 5 | 6 | 7 | 8 | 9 | 10 | Total |
| ----------- | - | - | - | - | - | - | - | - | - | -- | ----- |
| Bent Larsen | 1 | 0 | ½ | ½ | 1 | 0 | ½ | ½ | ½ | 0  | 4½    |
| Mikhail Tal | 0 | 1 | ½ | ½ | 0 | 1 | ½ | ½ | ½ | 1  | 5½    |

#### Final
O match final do Torneio de Candidatos foi jogado em uma melhor de 12 partidas.
 Tbilisi, 1 a 26 de novembro de 1965
| Jogador       | 1 | 2 | 3 | 4 | 5 | 6 | 7 | 8 | 9 | 10 | 11 | Total |
| ------------- | - | - | - | - | - | - | - | - | - | -- | -- | ----- |
| Boris Spassky | ½ | 0 | 1 | ½ | ½ | ½ | ½ | ½ | 1 | 1  | 1  | 7     |
| Mikhail Tal   | ½ | 1 | 0 | ½ | ½ | ½ | ½ | ½ | 0 | 0  | 0  | 4     |

#### Terceiro lugar
Larsen e Geller, perdedores nas semifinais, jogaram um match, em uma melhor de 8 partidas, para definir o terceiro colocado, que garantia uma vaga no Torneio Interzonal do próximo ciclo mundial.
 Copenhague, 10 a 26 de março de 1966
| Jogador     | 1 | 2 | 3 | 4 | 5 | 6 | 7 | 8 | 9 | Total |
| ----------- | - | - | - | - | - | - | - | - | - | ----- |
| Bent Larsen | 1 | 0 | ½ | ½ | 1 | ½ | ½ | 0 | 1 | 5     |
| Efim Geller | 0 | 1 | ½ | ½ | 0 | ½ | ½ | 1 | 0 | 4     |

## Matchpelo título mundial
O match pelo campeonato mundial de xadrez de 1966 foi jogado em uma melhor de 24 partidas. O primeiro jogador que chegasse aos 12½ pontos ou mais seria o vencedor. Se houvesse um empate por 12 a 12, Petrosian manteria com o título.
 Moscou, 9 de abril a 9 de junho de 1966
| Jogador          | 1 | 2 | 3 | 4 | 5 | 6 | 7 | 8 | 9 | 10 | 11 | 12 | 13 | 14 | 15 | 16 | 17 | 18 | 19 | 20 | 21 | 22 | 23 | 24 | Total |
| ---------------- | - | - | - | - | - | - | - | - | - | -- | -- | -- | -- | -- | -- | -- | -- | -- | -- | -- | -- | -- | -- | -- | ----- |
| Tigran Petrosian | ½ | ½ | ½ | ½ | ½ | ½ | 1 | ½ | ½ | 1  | ½  | ½  | 0  | ½  | ½  | ½  | ½  | ½  | 0  | 1  | ½  | 1  | 0  | ½  | 12½   |
| Boris Spassky    | ½ | ½ | ½ | ½ | ½ | ½ | 0 | ½ | ½ | 0  | ½  | ½  | 1  | ½  | ½  | ½  | ½  | ½  | 1  | 0  | ½  | 0  | 1  | ½  | 11½   |